# ويليام أ. كنولتون
ويليام أ. كنولتون (بالإنجليزية: William A. Knowlton)‏ هو عسكري أمريكي، ولد في 19 يونيو 1920 في Weston, Massachusetts ‏ في الولايات المتحدة، وتوفي في 10 أغسطس 2008 في فرجينيا في الولايات المتحدة.